# Pomorie

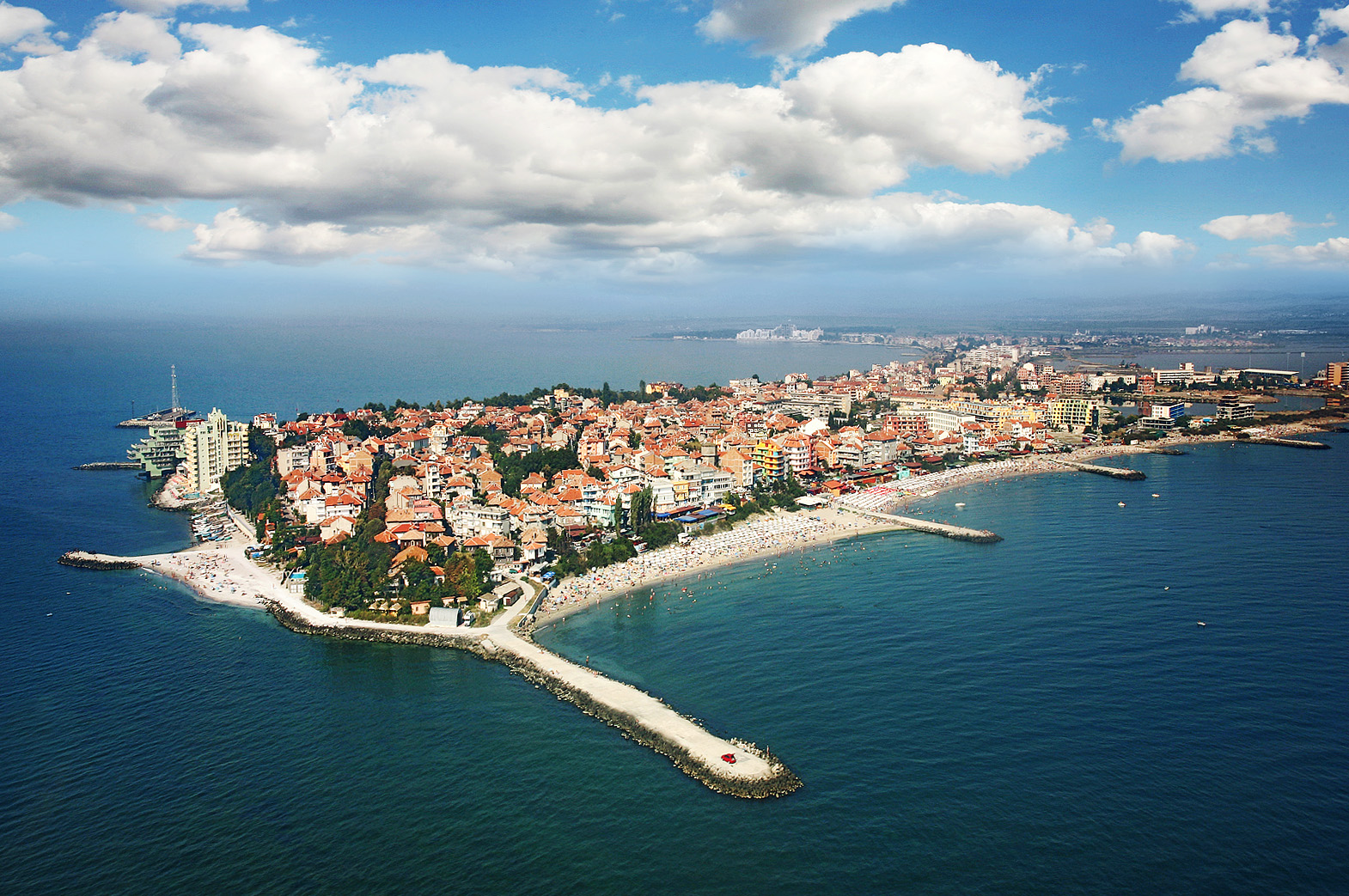
Blick auf Pomorie

Pomorie (bulgarisch Поморие) ist eine bulgarische Küstenstadt am Schwarzen Meer. Die Stadt liegt in der Oblast Burgas und ist Zentrum einer gleichnamigen Gemeinde. Pomorie hat 12.829 Einwohner (Stand: 31. Dezember 2022) und ist ein beliebtes Touristen- und Wellnesszentrum.

## Geographie

### Lage
Die Stadt liegt im östlichen Teil der oberthrakischen Tiefebene in der Bucht von Burgas auf einer etwa 5 km langen Halbinsel. Vom Norden ist sie vom gleichnamigen Pomorie-See umschlossen. Pomorie befindet sich etwa 20 km nördlich von Stadtzentrum Burgas, ist etwa 8 km vom Flughafen Burgas entfernt und etwa 18 km südlich von Nessebar.
Pomorie wird durch einen Kanal, der den Pomorie-See mit dem Schwarzen Meer verbindet, geteilt. Der östliche Teil bildet die Altstadt (bulg. Стар град/Star grad) und der westlich des Kanals gelegene Teil die Neustadt (bulg. Нов град/Now grad).

### Nachbargemeinden
Die Stadt grenzt im Nordosten, Osten, Südosten und Süden an das Schwarze Meer. Folgende Städte und Gemeinden, die alle in der Provinz Burgas liegen, grenzen an die Stadt Pomorie:
| Kableschkowo    | Acheloj                                     |  |
| Burgas          | Kompassrose, die auf Nachbargemeinden zeigt |  |
| Burgas Sarafowo |                                             |  |

### Natur
Nördlich der Stadt befindet sich der Naturpark „Pomorie-See“, der Teil des Projekts „Feuchtgebiete Burgas“ ist. Im See, der eigentlich eine Lagune ist, überwintern viele bedrohte Vogelarten, die den östlichen Nord-Süd Migrationsweg der Zugvögel, die Via Pontica, nutzen. Im Naturschutzgebiet befinden sich mehrere Vogelbeobachtungsstellen, die frei zugänglich sind.

## Geschichte

### Stadtgeschichte

#### Antike

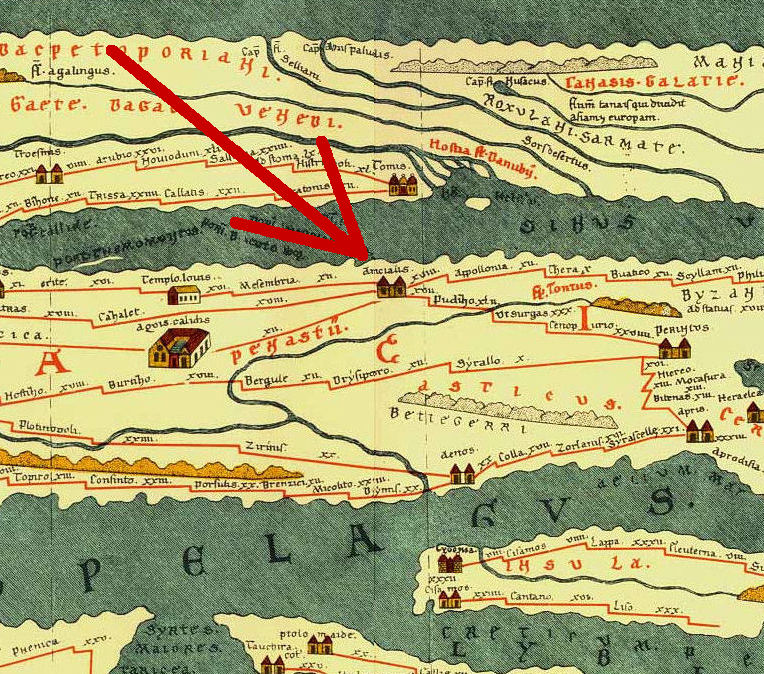
Anchialos auf der Tabula Peutingeriana (roter Pfeil)

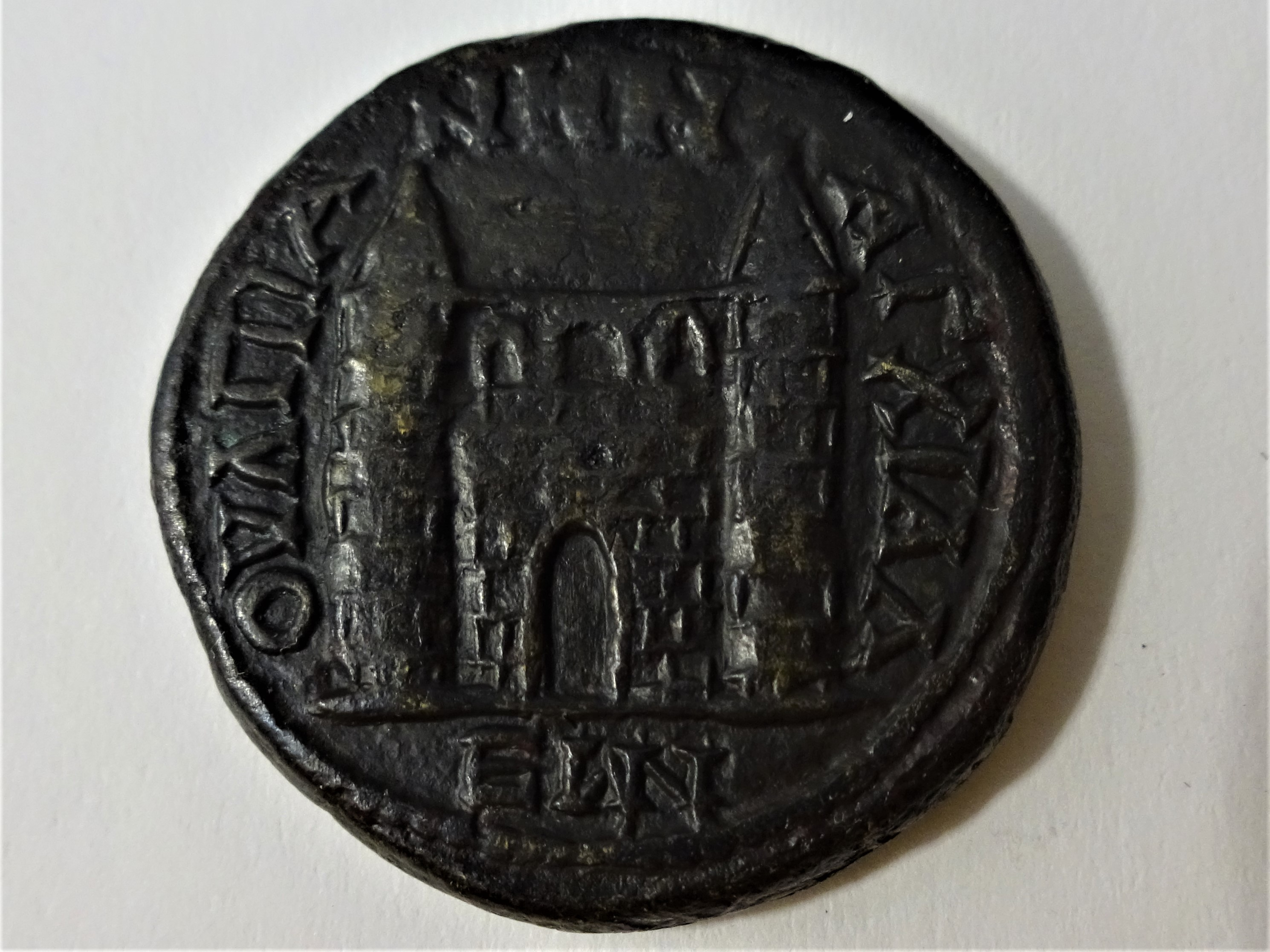
Ein Stadttor von Anchialos auf einer Bronzemünze z. Zt. des Gordian III.

Das heutige Pomorie kann auf eine jahrtausendelange Geschichte zurückblicken. Wie die meisten Städte in der Region entstand auch Pomorie aus einer thrakischen Siedlung.
Im 5. Jahrhundert v. Chr. wurde die Siedlung Apollonia eingegliedert, in welcher eine Festung errichtet wurde, die den Namen „Anchialos“ (altgriechisch Αγχίαλος, übersetzt „nahe dem Salz“) trug. Der Ort dieser Festung ist nicht bekannt, sie wird nordwestlich der Stadt vermutet. Da sich dieser Landstrich heute unterhalb des Meeresspiegels befindet, ist er bisher kaum erforscht.
In der nachfolgenden Zeit wurde die Stadt von dorischen Kolonisten besiedelt und weiter ausgebaut. In der Nähe der Stadt wurden in der Antike Salzminen angelegt, die bis heute genutzt werden. Über die Kontrolle der Minen sowie über den Handel mit Salz brach im 2. Jahrhundert v. Chr. ein Krieg zwischen Apollonia und Mesembria aus. Aus dieser Zeit stammt das heute zugängliche thrakische Grab.
Zwischen dem 1. Jahrhundert v. Chr. und dem 1. Jahrhundert n. Chr. wurde die Stadt Teil des Odrysenreichs und Zentrum einer Strategie (Provinz).
Ihre größte Bekanntheit erreichte die Stadt, als sie zum Ende des 1. Jahrhunderts n. Chr. unter Kaiser Trajan dem römischen Reich eingegliedert wurde. Die Römer ließen die Stadt etwas weiter entfernt auf dem Festland in der Gegend Paleocastro errichten. Die Stadt stieg nach Deultum zum zweitwichtigsten Hafen der Provinz Haemimontus auf. Die römische Festung trug den Namen Ulpianon Anchialeon und war eine der größten im heutigen Gebiet Bulgariens. Unter den Römern war die Stadt für ihren Reichtum berühmt. Sie wurde zum Bischofssitz und durfte eigene Münzen prägen.
Um 270 wurde die Stadt von den Goten erobert und zerstört. Zwischen dem 28. und dem 30. Oktober 294 besuchte Kaiser Diokletian die Stadt und ordnete ihren Wiederaufbau an.

#### Mittelalter

Zar Simeon I. schlägt die Byzantiner bei Anchialos

Die Schlacht von Anchialos (917)

590 wurde die zwischenzeitlich von Awaren und Slawen zerstörte Stadt im Rahmen eines Wiederaufbauprogrammes vom oströmischen Kaiser Maurikios besucht, was dem Auftakt seiner Feldzüge auf dem Balkan gleichkam.
708 fand vor den Toren der Stadt die erste Schlacht von Anchialos statt, in welcher der bulgarische Herrscher Khan Terwel das anrückende Heer des byzantinischen Kaisers Justinian II. schlug.
740 wurde die Stadt durch eine Naturkatastrophe zerstört, jedoch nach einem Erlass der byzantinischen Kaiserin Irene wieder aufgebaut.
753 schlug vor den Toren der Stadt in der zweiten Schlacht von Anchialos der bulgarische Herrscher Telez die byzantinischen Truppen.
812 wurde Anchialos unter Khan Krum dem Ersten Bulgarischen Reich eingegliedert und in Tutchon umbenannt.
In der Nähe der Stadt fand am 20. August 917 die dritte Schlacht von Anchialos statt, in welcher der bulgarische Zar Simeon I. dem byzantinischen Heer eine der größten Niederlagen der Geschichte zufügte. Nach diesem Sieg erklärte sich Simeon – dem Kaisertitel entsprechend – zum „Zar (gr. Basileos, dt. Kaiser) der Bulgaren und Rhomäer“ (= Oströmer), wie sich die Byzantiner selbst nannten. Nach dieser Niederlage hatte das Byzantinische Reich den Bulgaren lange Zeit wenig entgegenzusetzen.
Erst nach dem Niedergang des Ersten Bulgarischen Reichs konnte die byzantinische Herrschaft wiederhergestellt werden. Hundert Jahre später trat das Zweite Bulgarische Reich auf die Bühne. In der nachfolgenden Zeit wechselte mehrfach die Herrschaft über die Stadt zwischen Bulgaren und Byzantinern. Im 13. Jahrhundert wütete die Katalanische Kompanie in der Gegend. Erst als im Oktober 1366 Amadeus VI. von Savoyen im Zuge eines Feldzuges gegen die Türken die Stadt von den Bulgaren eroberte und sie anschließend an Byzanz verkaufte, gelangte sie endgültig in byzantinischen Besitz.

#### Osmanische Herrschaft
Anchialos fiel 1453 gemeinsam mit Nessebar und die gesamte südliche Schwarzmeerküste als eine der letzten Städte im heutigen Bulgarien unter die Herrschaft der osmanischen Türken. Während der Jahrhunderte andauernden Herrschaft war die Stadt mit ihrem Umland neben Thessaloniki das zweitwichtigste Salzabbaugebiet innerhalb des Imperiums. Die Stadt war außerdem Zentrum eines Gerichts- und Verwaltungskreises (Kaza). In dieser Zeit war Anchialos Zentrum einer Eparchie des ökumenischen Patriarchats von Konstantinopel und kulturelles, religiöses, wirtschaftliches und administratives Zentrum der Region bis zum Anfang des 19. Jahrhunderts. Nach dem Fall Konstantinopels im Jahre 1453 ließen sich mehrere bedeutende byzantinische Familien hier nieder, wie etwa die Palaiologen. Aus einer anderen Familie stammt der spätere ökumenische Patriarch von Konstantinopel Jeremias II. Tranos.
Im Russisch-Osmanischen Krieg (1828–1829) wurde die Stadt am 11. Juli 1829 von russischen Truppen eingenommen. Die meisten Einwohner der Stadt waren Griechen und Bulgaren und unterstützten die Russen. Als nach dem Frieden von Adrianopel bekannt wurde, dass die Stadt weiter im osmanisch-türkischen Reich verbleibt, flohen viele Bewohner vor den anrückenden Türken.
1856 wurde das Kloster „Sweti Georgi“ eingeweiht.

#### Nach der türkischen Herrschaft

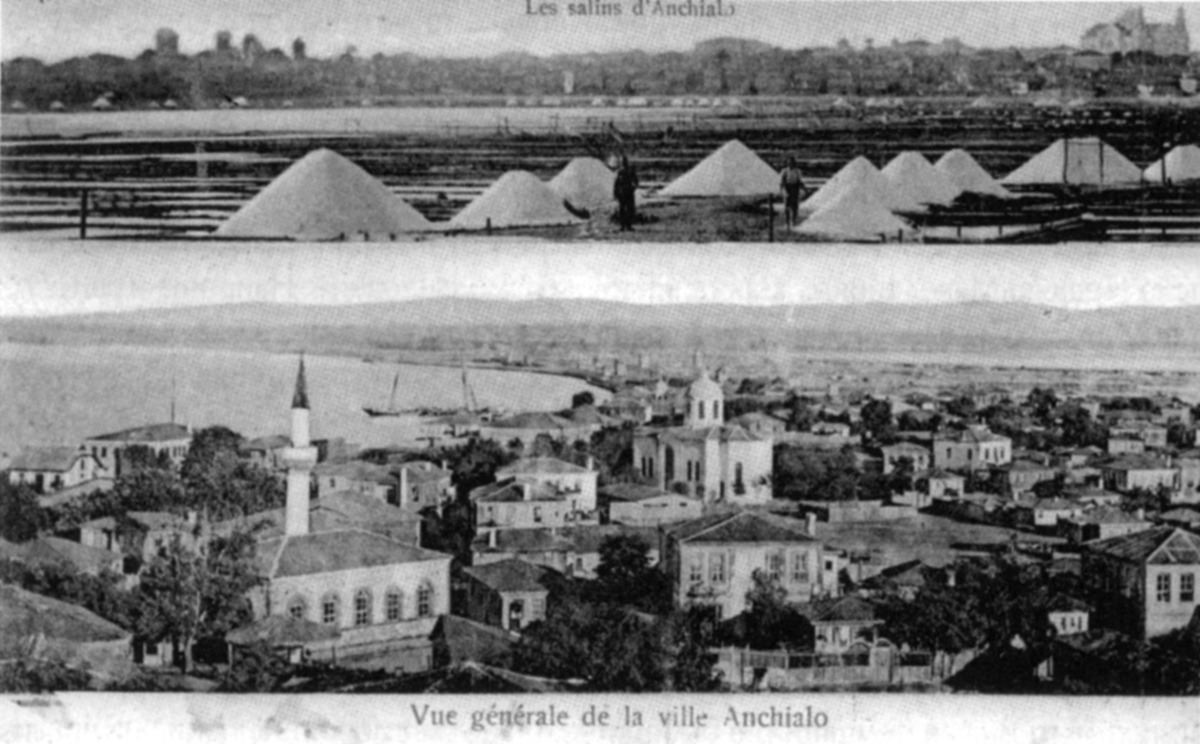
Pomorie im Jahre 1907 (Postkarte)

In Anchialos endete am 27. Januar 1878 die türkische Herrschaft. Nach dem Frieden von San Stefano und seiner Revision durch den Berliner Kongress wurde die Stadt Teil der autonomen Provinz Ostrumelien bis zu derer Vereinigung mit dem Fürstentum Bulgarien im Jahr 1885. In der darauffolgenden Zeit wurde sie dem Distrikt Burgas administrativ eingegliedert.
Nach dem Ilinden-Probraschenie Aufstand von 1903 nahm die Stadt eine große Anzahl an bulgarischen Flüchtlingen auf, die aus Makedonien (→ Makedonische Bulgaren) und Thrakien (→ Thrakische Bulgaren) im heutigen Norden Griechenlands und der Türkei vertrieben wurden.
Am 30. Juli 1906 wurde das griechische Viertel der Stadt, als Antwort auf einen Angriff griechischer Freischärler auf das Dorf Sagortschani (heute Vasiliada im Norden Griechenlands) und dem darauffolgenden Blutbad gegen die bulgarische Bevölkerung dort (Massaker von Sagoritschani), von bulgarischen Flüchtlingen aus diesen Gebieten angezündet. Der Brand vernichtete jedoch fast die gesamte Stadt, so dass nur in dem östlichen Teil alte Wiedergeburtshäuser erhalten geblieben sind. Die überlebende griechische Bevölkerung wanderte fast vollständig nach Griechenland aus, wo sie Orte wie Nea Anchialos (Neues Anchialos) oder Anchialos gründeten.
In den nächsten Jahren siedelten sich weiter ethnischen Bulgaren (Thrakische Bulgaren und Makedonische Bulgaren) an, die nach den Verträgen von Sèvres, Neuilly-sur-Seine und Lausanne sowie nach den Balkan- und Weltkriegen ihre Gebiete im Norden Griechenlands (Westthrakien) und der Türkei (Ostthrakien) verloren hatten. Jedoch konnte sich die Stadt wirtschaftlich nicht erholen, was am Anschluss von Burgas an die Eisenbahnlinie nach Plowdiw und dem 1903 in Burgas eröffneten Hochseehafen lag.
In den nächsten Jahrzehnten erholte sich die Stadt nur langsam. 1934 wurde Anchialos in Pomorie umbenannt, was auf Bulgarisch Nah am Meer bedeutet. Während des Zweiten Weltkriegs betrieb die deutsche Wehrmacht den Bau einer Eisenbahnlinie von Burgas über Pomorie nach Warna. Mit dem Ende des Krieges endete der Bau. Danach war Pomorie zwar an das bulgarische Eisenbahnnetz angeschlossen, jedoch verkehrten nur Güterzüge (die hauptsächlich mit Salz beladen waren) in Richtung Burgas. Heute ist der alte Schienenstrang fast vollständig abgebaut und viele der Bahnanlagen verfallen. Auf dem ehemaligen Bahngelände sind mehrere lokale Firmen ansässig, zum Beispiel für Kanalbau oder für Güterumschlag des Großhandels.

#### Gegenwart

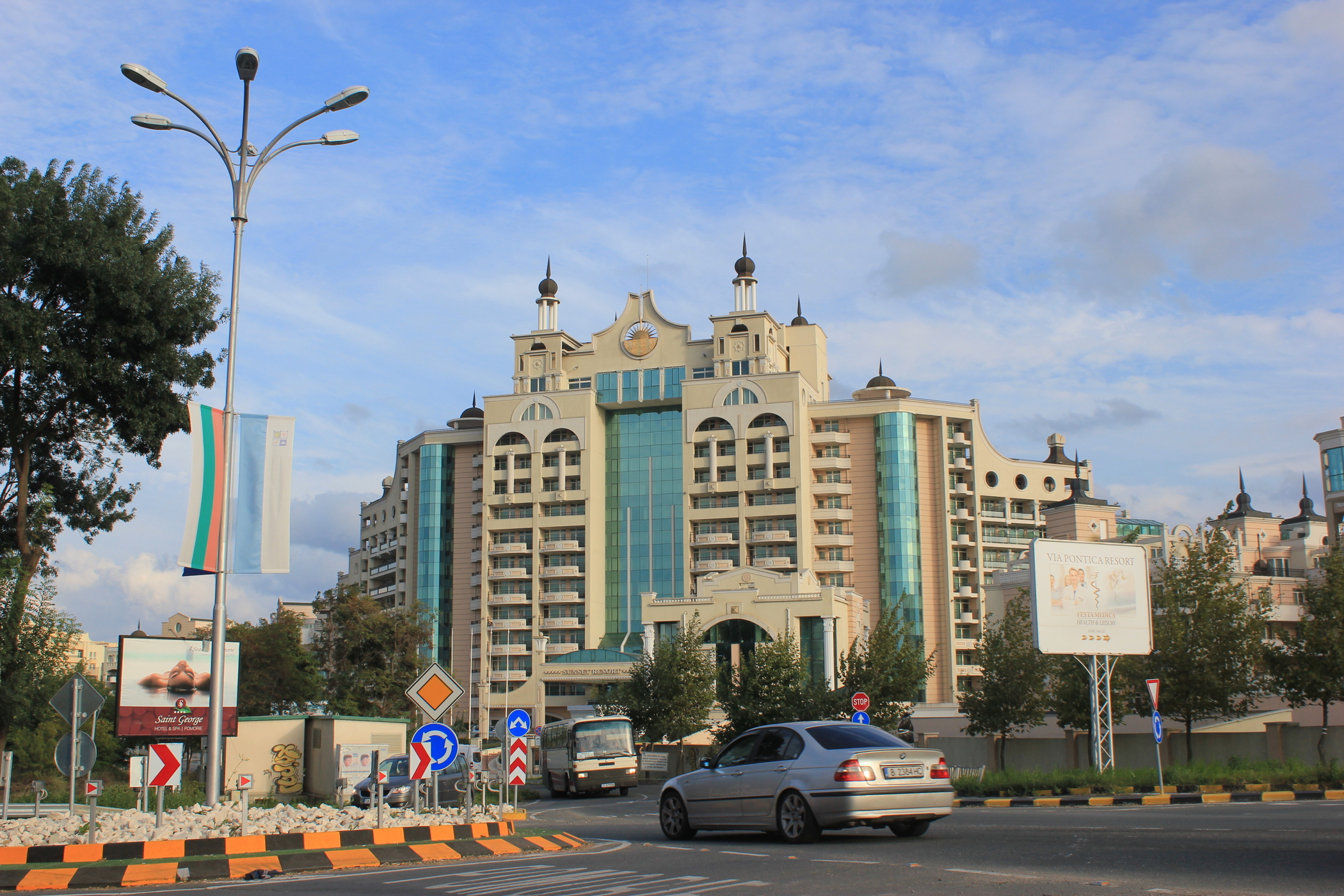
Modernes Hotel am Stadtrand

Pomorie ist heute umgeben von Weinbergen und Obstgärten und zählt zu den bekanntesten Moor- und Seebädern Bulgariens. Das Stadtzentrum befindet sich auf der Halbinsel. Die Neustadt dehnt sich darüber hinaus aus, vor allem Richtung Burgas. In der Altstadt existieren immer noch die typischen Gassen mit Kopfsteinpflaster und die charakteristischen Schwarzmeerhäuser aus dem 19. Jahrhundert im Stil der Bulgarischen Wiedergeburt – meist ungefähr quadratische, zweistöckige Häuser mit Walmdächern, deren untere Etage aus hellem Stein, die obere aber aus dunkel gestrichenem Holz errichtet ist. Zwischen den Stadtvierteln Alte- und Neustadt befindet sich das Kloster »Sweti Georgi« (Heiliger Georg).
Seit dem Ende der kommunistischen Herrschaft nimmt der Tourismus in Pomorie und Umland stark zu. Die Stadt wird heute vor allem von Familien besucht, welche die in unmittelbarer Nähe gelegenen flachen Strände schätzen. Im Gegensatz zum nahe gelegenen Sonnenstrand und der Halbinsel Nessebar ist die Stadt kein Ziel des Massentourismus geworden. In den letzten Jahren nimmt auch der Wellness-Tourismus stark zu. Der aus dem Pomorie-See gewonnene Heilschlamm wird in vielen neu entstandenen Sanatorien und Kurhotels zur Behandlung von Nerven-, Venen- oder Gelenkbeschwerden genutzt.
Eine umfangreiche Bautätigkeit ließ nördlich der Altstadt viele mehrstöckige Häuser mit Appartements entstehen, die an ausländische Investoren verkauft wurden. Die Infrastruktur zwischen diesen Wohnblöcken konnte noch nicht vollständig errichtet werden, die Straßen werden meist in Eigenregie der Bauherren provisorisch aufgeschüttet, was oft zu unnatürlichen Höhenunterschieden zwischen einem Bürgersteig und der Straße führt. Der ehemalige Kleine Pomoriesee wurde bereits völlig zugeschüttet. Viele der ausländischen Käufer dieser Immobilien sind russischer Nationalität.
Weiter ist Pomorie für seine hervorragende Weine bekannt. Die Stadt liegt mitten in der Schwarzmeer-Weinanbauregion, die sich durch einen langen und milden Herbst auszeichnet. Hier werden insbesondere die Rebsorten Dimyat, Riesling, Muskat Ottonel, Ugni blanc, Sauvignon Blanc, Cabernet Sauvignon, Chardonnay und Gewürztraminer angebaut.
Die Stadt ist seit 2004 Namensgeber für den Pomorie Point, eine Landspitze der Livingston-Insel in der Antarktis.

### Einwohnerentwicklung
Die wechselnden Einwohnerzahlen resultieren teilweise auch aus dem jeweiligen Gebietsstand.
| Jahr   | Einwohner |
| ------ | --------- |
| 1934 ¹ | 5.196     |
| 1946 ¹ | 6.061     |
| 1956 ¹ | 7.737     |
| 1965 ¹ | 9.561     |
| 1975 ¹ | 11.938    |

| Jahr   | Einwohner |
| ------ | --------- |
| 1985 ¹ | 13.511    |
| 1992 ¹ | 13.946    |
| 1996 ³ | 13.802    |
| 2001 ¹ | 13.649    |
| 2004 ³ | 13.544    |

| Jahr   | Einwohner |
| ------ | --------- |
| 2007 ³ | 13.540    |
| 2009 ³ | 13.569    |
| 2011 ¹ | 13.579    |

Die Zahlen stammen von:
- Volkszählungen (¹),
- Schätzungen (²) oder
- amtlichen Fortschreibungen der Statistischen Ämter (³).[3]

## Politik

### Bürgermeister
Bei der Kommunalwahl von 2011 wurde der Kandidat der Partei GERB Iwan Aleksiew im zweiten Wahlgang von 62,60 Prozent der Wähler (8256 Stimmen) zum Bürgermeister gewählt.

### Stadtrat
Der Stadtrat von Pomorie besteht aus dem Oberbürgermeister und der von der Gemeindeordnung vorgeschriebenen Anzahl von 21 Stadtratsmitgliedern. Alle vier Jahre wird der Stadtrat neu gewählt, die nächste Wahl ist 2019. Die Sitzverteilung des Stadtrats stellt sich seit der vorletzten Kommunalwahlen am 23. Oktober 2011, mit einer Wahlbeteiligung von 64,57 Prozent, wie folgt dar:
| Partei                                            | Wahlergebnis 2011 | Wählerstimmen | Sitze |
| ------------------------------------------------- | ----------------- | ------------- | ----- |
| GERB                                              | 26,87 %           | 3629          | 9     |
| Dwischenie sa Prawa i Swobodi                     | 13,60 %           | 1837          | 4     |
| Politische Bewegung Sozialdemokraten              | 7,11 %            | 961           | 2     |
| Bulgarische Sozialistische Partei                 | 6,76 %            | 913           | 2     |
| Nationale Bewegung für Stabilität und Fortschritt | 6,00 %            | 811           | 2     |
| Ordnung, Sicherheit und Gerechtigkeit             | 4,80 %            | 649           | 2     |

### Gemeindegliederung
Der Stadtrat fungiert gleichzeitig als Gemeinderat und ist für die Kontrolle aller Bürgermeister der Gemeindeortschaften zuständig. Zur Gemeinde Pomorie (bulg. Община Поморие/Obschtina Pomorie) gehören außerdem noch die Städte Acheloj und Kableschkowo sowie folgenden Dörfer:
| - Aleksandrowo - Bata - Gaberowo - Goriza - Galabez - Dabnik - Belodol | - Kamenar - Kositschino - Kosowez - Laka - Medowo - Poroj - Strazin |

### Städtepartnerschaft
- Tekirdağ (Türkei)[5]

## Wirtschaft und Infrastruktur
Pomorie verfügt über einen Hafen, zwei Busbahnhöfe (je einer in der Alt- und in der Neustadt) und einen Güterbahnhof. Der Personenbahnhof, der die Eisenbahnlinie Burgas-Pomorie bediente, wurde in den 1990er Jahren stillgelegt.

### Bildung und Kulturhäuser

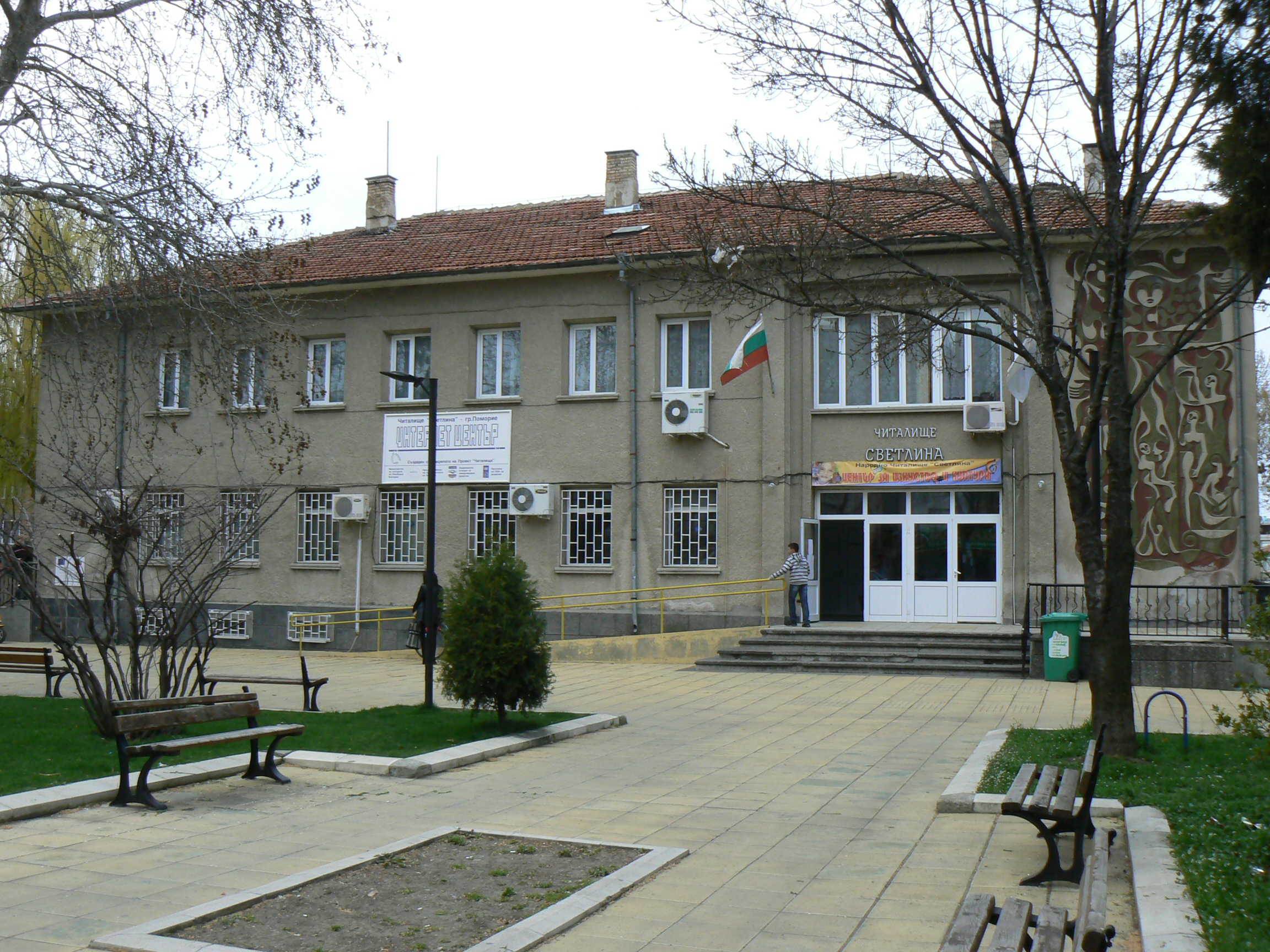
Das Tschitalischte „Swetlina“

In Pomorie gibt es zwei Kindertagesstätten, die Grundschule „Christo Botew“, das Allgemeingymnasium „Iwan Wassow“ und eine Berufsschule für Tourismus „Aleko Konstantinow“. Für weiteren fachbezogenen und weiterbildende Einrichtungen besuchen die Kinder Schulen in Burgas (→ Bildung und Forschung in Burgas).
Weiterhin gibt es in Pomorie zwei Kulturhäuser: das Tschitalischte „Prosweta“ und das Tschitalischte „Swetlina“.

## Kultur und Freizeit

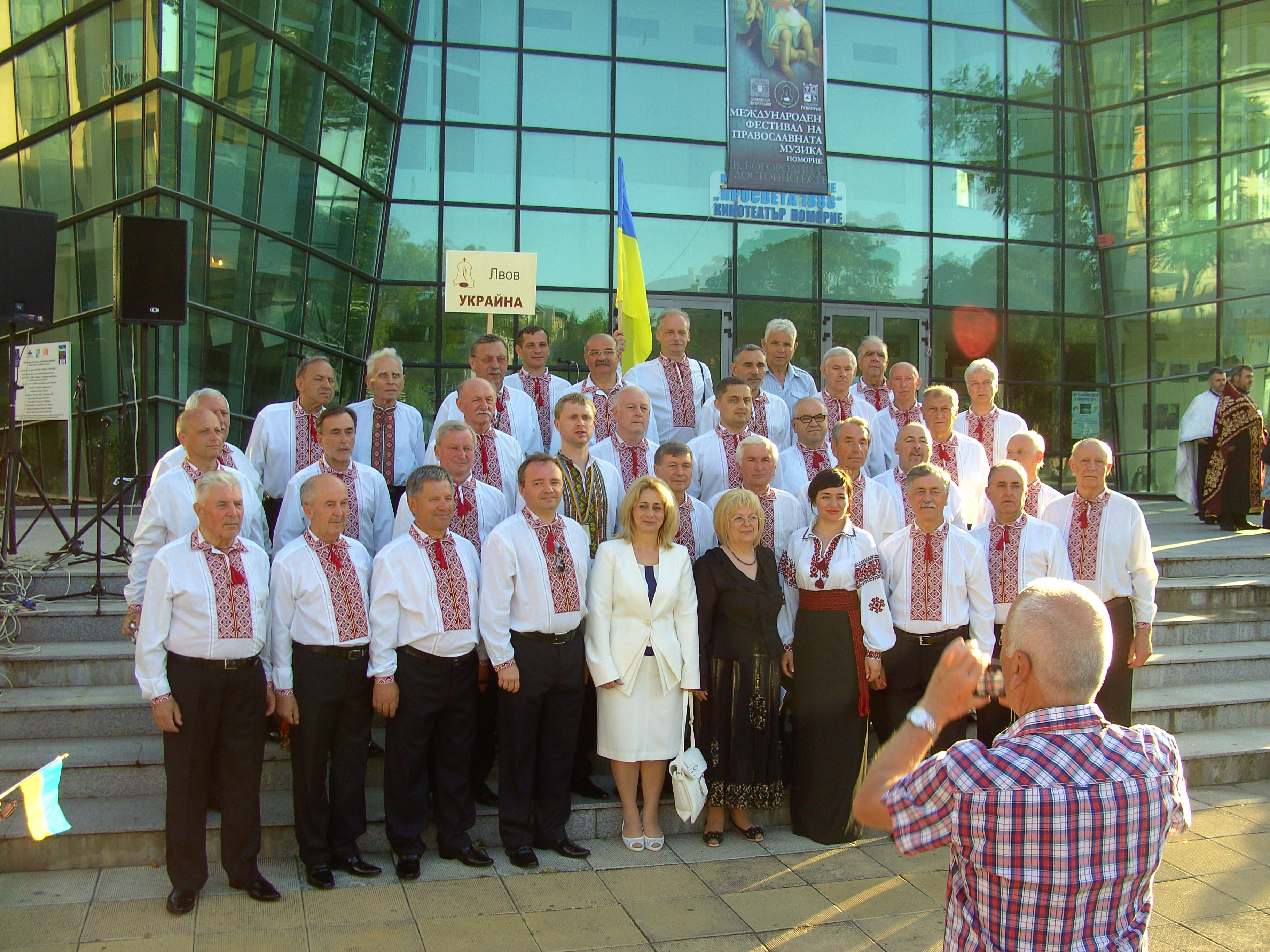
Ein Kirchenchor aus der Ukraine beim Internationalen Festival der Orthodoxen Musik in Pomorie (Bulgarien), Juni 2014

### Kulturveranstaltungen
- 6. Mai – Stadtfest
- Jährlich ist Pomorie der Austragungsort des Internationalen Festivals der Orthodoxen Musik. Zu diesem Veranstaltungstermin reisen verschiedene Kirchenchöre aus Bulgarien, Russland, der Ukraine und Serbien an. Der Wettbewerb findet in der Muttergotteskirche im Zentrum der Altstadt von Pomorie statt.[7]
- August – Joworow-Tage, Poesiefestival zum Gedenken an Pejo Jaworow

### Sehenswürdigkeiten
- Aquae Calidae – Die Bäder von Aquae Calidae wurden im Laufe der Geschichte nachweislich von mehreren bedeutenden Herrschern besucht, neben Philipp II. von Makedonien unter anderem auch von den oströmischen Kaisern Justinian I. und Konstantin IV., dem bulgarischen Herrscher Terwel sowie dem osmanischen Sultan Süleyman I.
- Thrakische Grabstätte – in der Ebene vor Pomorie befinden sich zahlreiche Siedlungshügel (sogenannte Mogila) und Grabstätten. Südwestlich der Neustadt in der Gegend Paleocatro, nahe der Straße von Pomorie nach Burgas befindet sich ein antikes Kuppelgrab. Man nimmt an, dass es einer reichen Familie aus dem römischen Anchialos als Mausoleum diente.

- Historisches Museum
- Salzmuseum und Beobachtungszentrum
- Partisanen-Museum
- Kloster „Sweti Georgi“
- Muttergotteskirche
- Kirche Christi Himmelfahrt

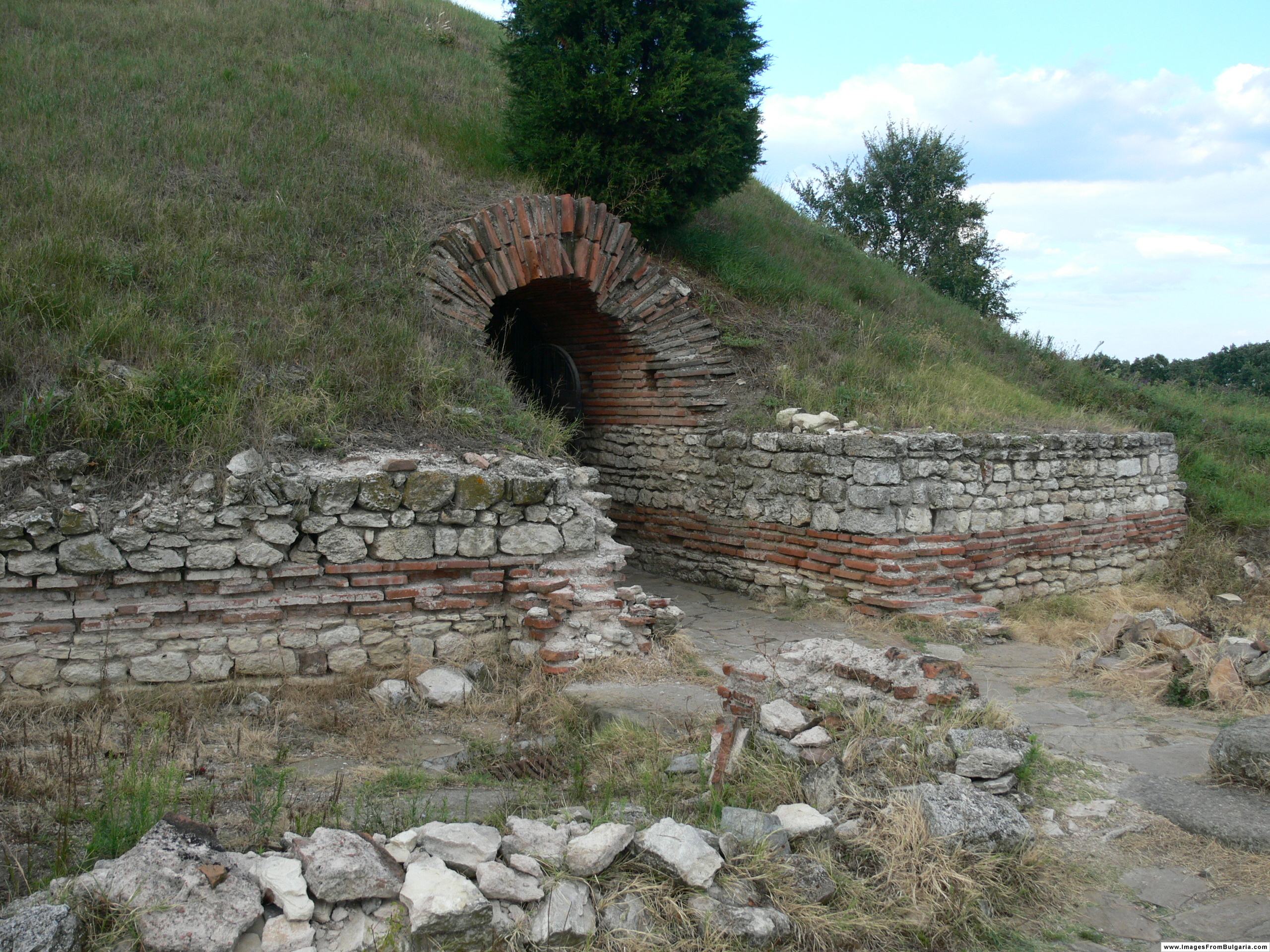
Thrakisches Grab, südlich von Pomorie
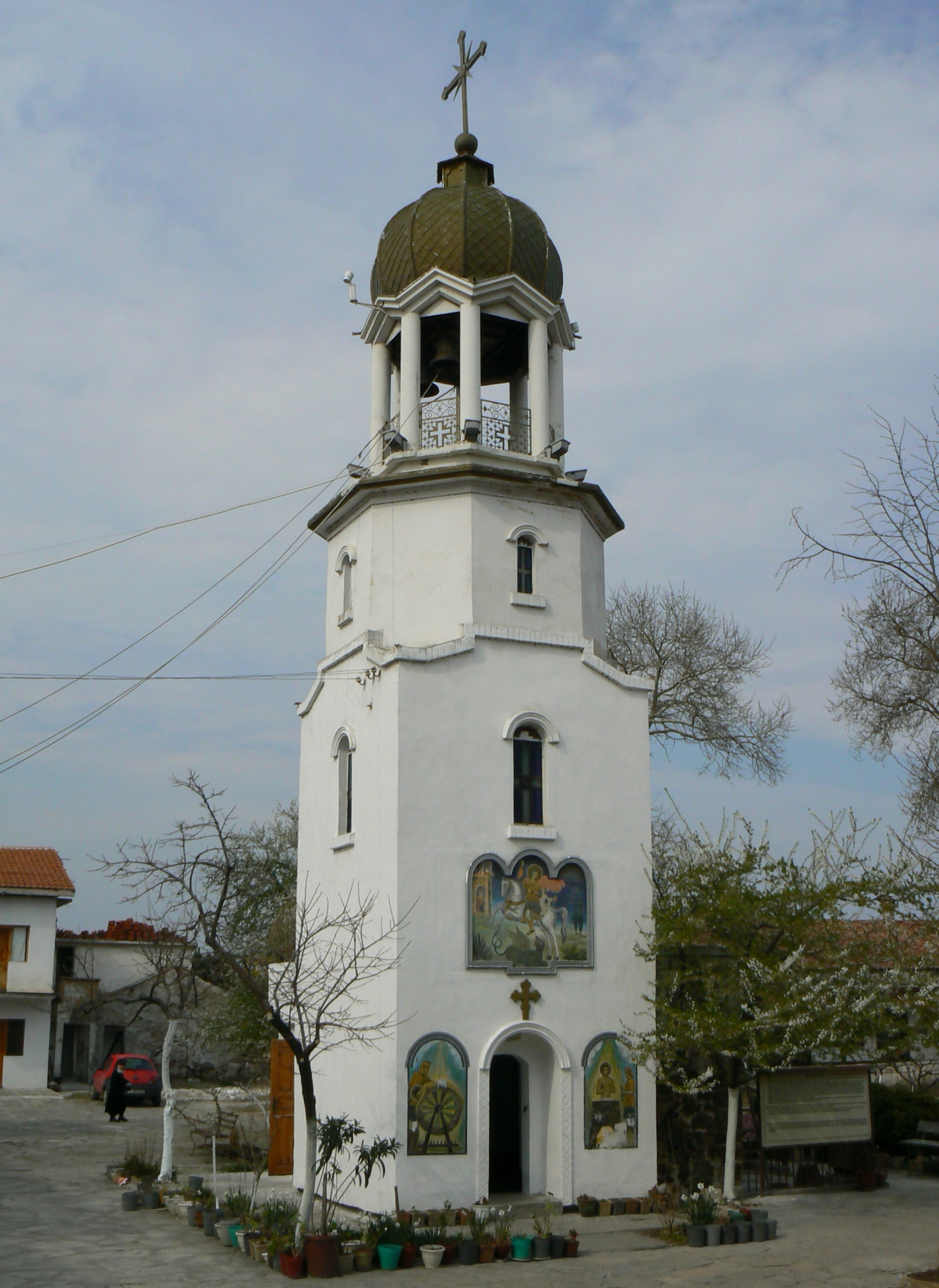
Glockenturm des Klosters Sweti Georgi
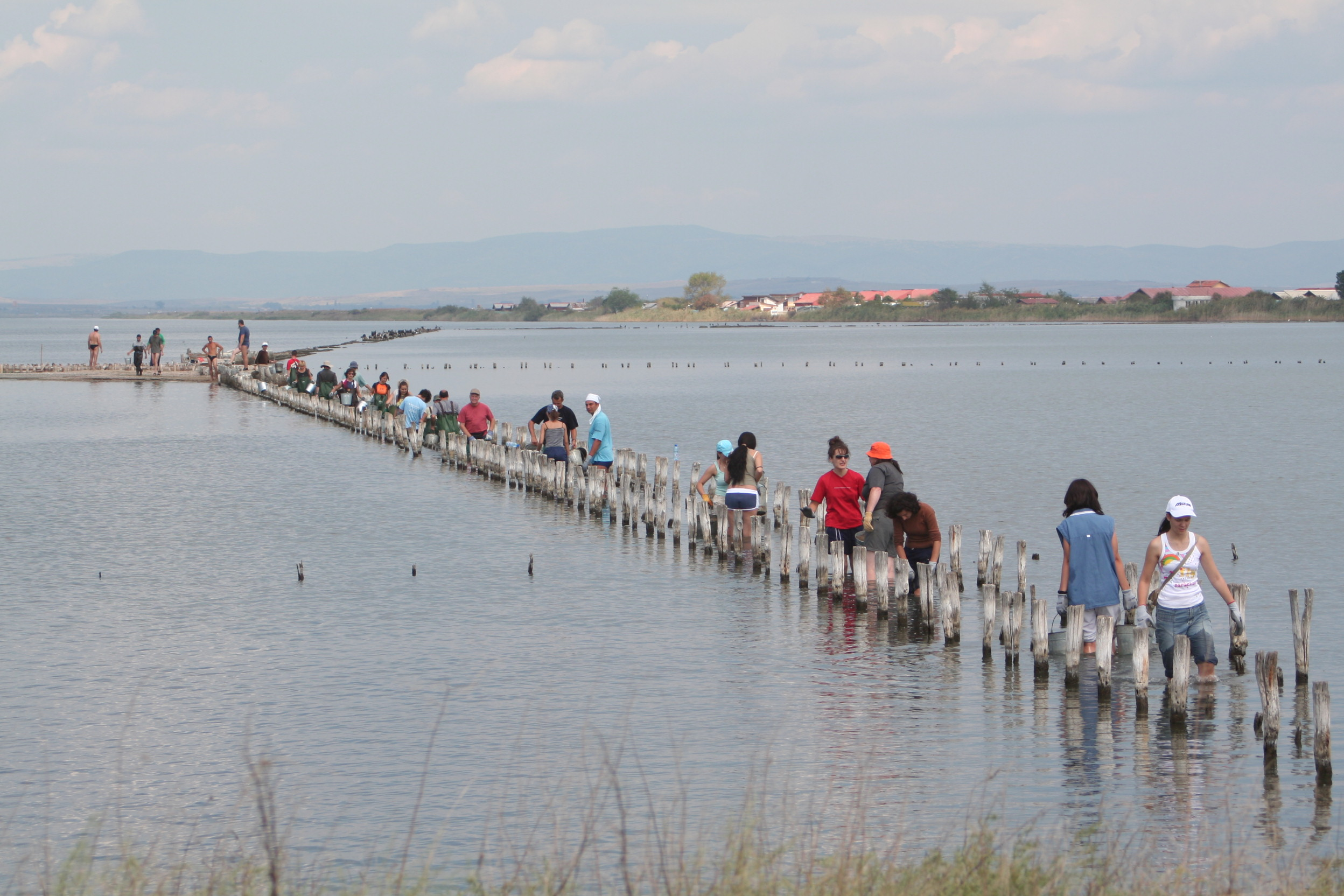
Wanderung durch den Pomorie-See
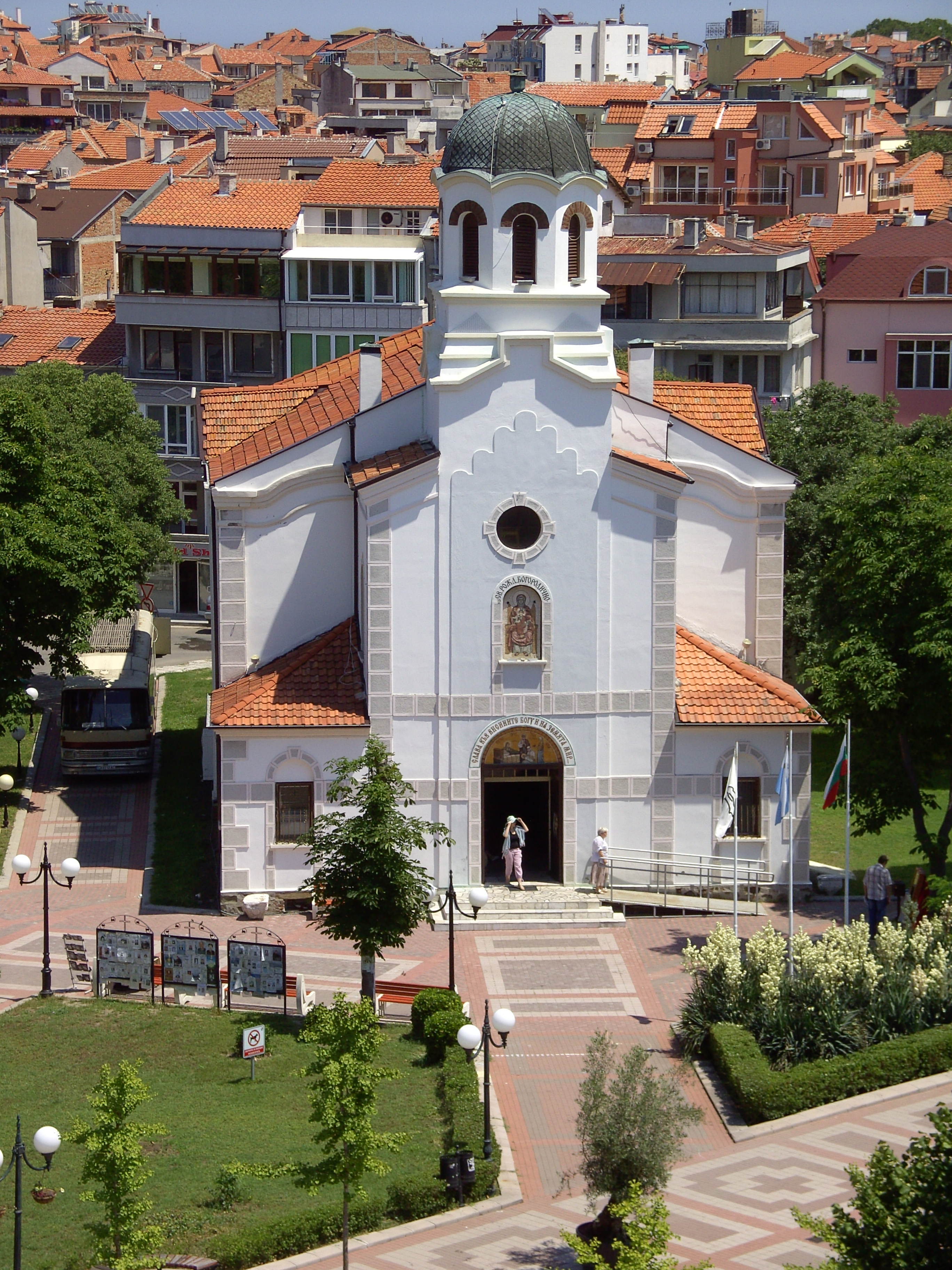
Muttergotteskirche
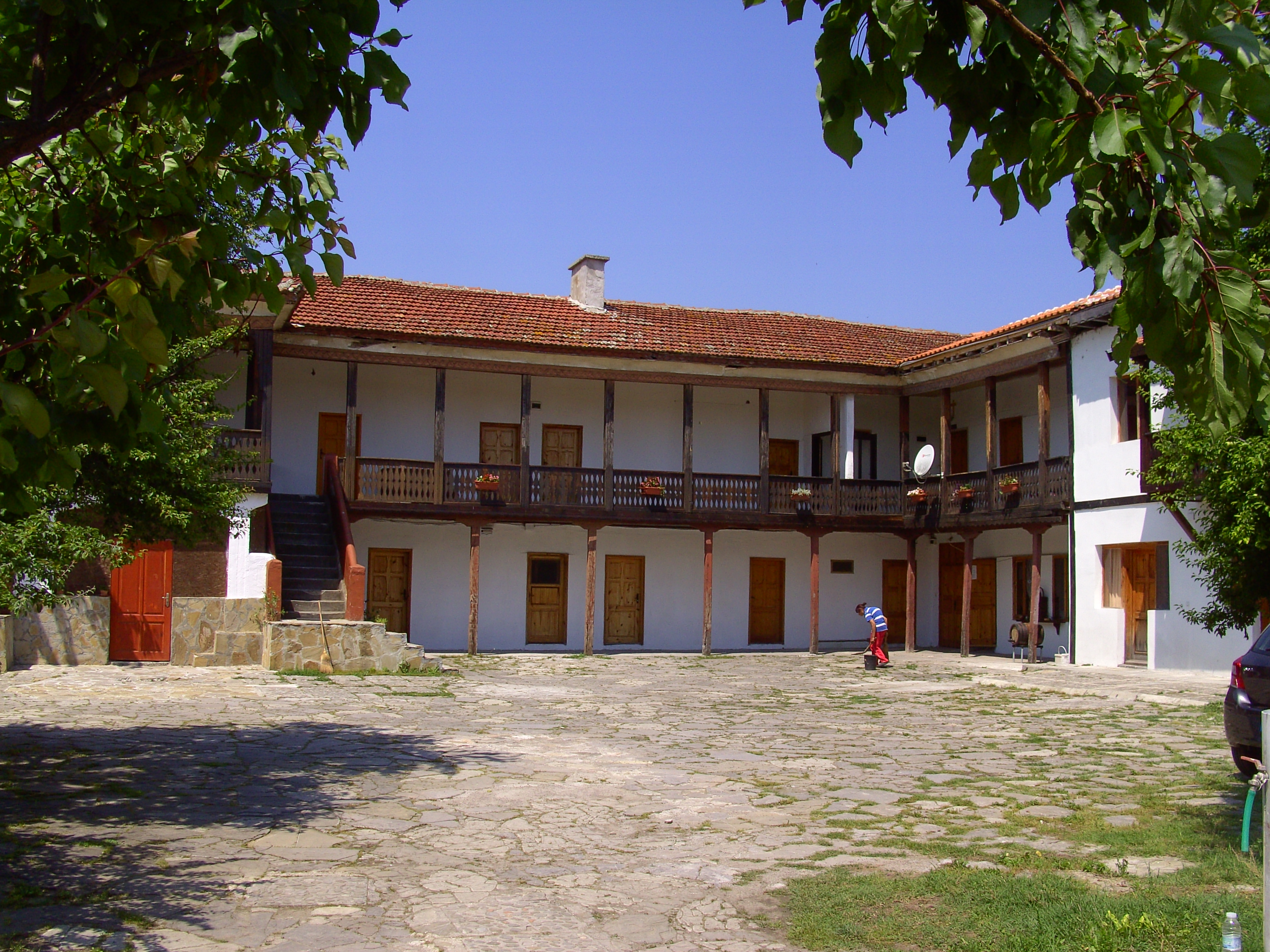
Hof des Klosters Sveti Georgi in Pomorie

### Sport und Sportstätten
Der Fußballverein Tschernomorez Pomorie spielt in der Saison 2012/13 in der bulgarischen W Grupa. Der größte Erfolg des 1944 gegründeten Verein war die Teilnahme am Pokalfinale in der Saison 2009/10. Der Tschernomorez Pomorie trägt seine Heimspiele im Pomorie-Stadion aus.

## Mit der Stadt verbundene Personen
- Michael III. von Anchialos, Patriarch von Konstantinopel (1170–1177)
- Michail Kantakouzinos Şeytanoğlu, osmanisch-griechischer Magnat (1510–1578)
- Jeremias II. Tranos, Patriarch von Konstantinopel (1572–1579, 1580–1584, 1587–1595)
- Pejo Jaworow, Dichter (1878–1914)